# Яйцеголовий
Яйцеголо́вий (англ. egghead) — зневажлива назва інтелектуала у США, розумник.
У вужчому сенсі термін застосовується до вчених, зокрема вчених-фанатиків, зображуваних у фантастичній літературі та фільмах.
Здебільшого вживається у множині — яйцеголові.
Є фантастична кінокомедія «Яйцеголові» (англ. Coneheads), Paramount Pictures, США, 1993 р. Але дослівна назва — конусоголові.

## Походження терміна
Назва вперше була використана 1952 р. під час президентської виборчої кампанії в США щодо кандидата від Демократичної партії Едлая Юінга Стівенсона, лиса голова якого за формою нагадувала яйце і була притчею во язицех у його противників. В одному зі своїх виступів Е. Стівенсон з гумором перефразовує Карла Маркса: «Яйцеголові всіх країн, єднайтеся! Вам нічого втрачати, крім своїх жовтків» (англ. Eggheads of the world unite; you have nothing to lose but your yolks.)